# يوسف طافش
يوسف محمد طافش (وُلد عام 1938 في صفد) هو شاعرٌ فلسطيني. درس الابتدائية في حلب. عمل مدرّسًا في سوريا والجزائر. تقاعد من التعليم في 1992. هو عضو اتحاد الكتاب والصحفيين الفلسطينيين، واتحاد الكتاب العرب. كتب الشعر في المجلات والصحف وله دواوين شعرية ومسرحيات شعرية. ابنته هي الممثلة نسرين طافش.

## سيرته
ولد يوسف محمد طافش عام 1938 في مدينة صفد بفلسطين الانتدابية ونشأ بها أولًا ثم في حلب، حيث تلقى دراسته الابتدائية والإعدادية والثانوية، وأهلية التعليم. ويعيش فيها منذ 1948، أي بعد النكبة.

سافر إلى الجزائر ضمن بعثة تعليمية سورية للإسهام في حملة التعريب بها، ثم عاد إلى سوريا حيث عمل مدرساً للتربية الموسيقية. استقال من مهنته التعليمية سنة 1992.

هو عضو اتحاد الكتاب والصحفيين الفلسطينيين واتحاد الكتاب العرب في دمشق، ورئيس المكتب الثقافي في نادي شباب العروبة للآداب والفنون.

## جوائزه وتكريمه
- 2004: جائزة الأورنينا لأفضل نص غنائي في مهرجان الأغنية السورية في دورته العاشرة.[6]
- 2008: جائزة أفضل نص غنائي في مهرجان الأغنية العربية في تونس.[6]

## حياته الشخصية
تزوج بجزائرية من مدينة وهران وابنتهما هي الممثلة نسرين طافش.

## مؤلفاته
يكتب إلى جانب الشعر المقالة الأدبية والزوايا الصحفية والدراسات الموسيقية والتمثيليات الإذاعية. من دواوينه الشعرية:
- «رقصات الورد والجنون»، 1983
- «تراتيل الرماد»، 1985
- «كنعانيات»، 1988
- «رعاف الليل»، 1990
- «مرايا تشبهني»، 2008

من مسرحياته:
- «الفضاء الأخضر»، مسرحية شعرية للأطفال، 1987

ومن المسلسلات التي شارك في كتابتها:
- «حي المزار»
- «الرجل س»
- «ربيع بلا زهور»
- «وتكلم الصمت»
- «قلوب على الأسلاك»
- «الدوامة»
- «نساء حائرات»
- «جبل الماس»: وهي مسرحية غنائية.